# Night on Earth (film)
Night on Earth är en episodfilm från 1991, regisserad och skriven av Jim Jarmusch. Tom Waits har gjort musiken till filmen, albumet går under samma namn som filmen.

## Handling
I filmen får man följa de flyktiga banden som uppstår mellan taxichaufförer och resenärer. Los Angeles, New York, Paris, Rom och Helsingfors är städerna som filmen utspelar sig i.

## Om filmen
Jim Jarmusch bestämde städerna i vilka filmen utspelar sig, baserat på de skådespelare han helst ville jobba med just då.

## Rollista (urval)

### Los Angeles
- Winona Ryder – Corky (taxichaufför)
- Gena Rowlands – Victoria Snelling (passagerare)

### New York
- Armin Mueller-Stahl – Helmut Grokenberger (taxichaufför)
- Giancarlo Esposito – YoYo (passagerare)
- Rosie Perez – Angela (passagerare)

### Paris
- Isaach De Bankolé – Taxichaufför
- Béatrice Dalle – Den blinda kvinnan (passagerare)

### Rom
- Roberto Benigni – Taxichaufför
- Paolo Bonacelli – Prästen (passagerare)

### Helsingfors
- Matti Pellonpää – Mika (taxichaufför)
- Kari Väänänen, Sakari Kuosmanen och Tomi Salmela – Passagerare

## Citat ur filmen
- Taxichauffören i Paris: Brukar inte blinda personer vanligen ha solglasögon på sig?
- Blinda kvinnan: Har dom? Jag har aldrig sett en blind person.